# دانييل غيغاس
دانييل غيغاس ، من مواليد 28 أغسطس 1981 في زيورخ في سويسرا ، لاعب كرة قدم سويسري.
يلعب مع نادي متز الفرنسي منذ عام 2007.
بدأ باللعب مع منتخب سويسرا لكرة القدم في عام 2004.

## روابط خارجية
- دانييل غيغاس على موقع الاتحاد الأوربي (الإنجليزية)
- دانييل غيغاس على موقع رابطة كرة القدم الفرنسية للمحترفين (الإنجليزية)
- دانييل غيغاس على موقع قاعدة بيانات كرة القدم.إي يو (الإنجليزية)
- دانييل غيغاس على موقع ليكيب (الفرنسية)
- دانييل غيغاس على موقع ناشيونال فوتبول تيمز (الإنجليزية)
- دانييل غيغاس على موقع Soccerway.com (الإنجليزية)
- دانييل غيغاس على موقع عالم كرة القدم.نت (الإنجليزية)